# 19-я кавалерийская дивизия
19-я кавалерийская дивизия — соединение кавалерии РККА, созданное во время Гражданской войны в России 1918—1920 годов. Являлось манёвренным средством в руках фронтового и армейского командования для решения оперативных и тактических задач.

## Командный состав 19-й кавалерийской дивизии
19-я кавалерийская дивизия

### Начальники дивизии
- Новотный — с 1 февраля 1921 года по 2 марта 1921 года[1]
- Окунев — с 1 марта 1921 года по 2 апреля 1921 года[1]

### Военком дивизии
- Баранов — с 1 февраля 1921 года по 2 апреля 1921 года[1]

### Начальник штаба дивизии
- Окунев — с 1 февраля 1921 года по 2 апреля 1921 года[1]